# WNBA Most Valuable Player Award
Il WNBA Most Valuable Player Award (MVP) è il premio conferito dalla Women's National Basketball Association alla miglior giocatrice della regular season.
Il premio fu assegnato per la prima volta nella stagione 1997. Le giocatrici con più riconoscimenti sono Sheryl Swoopes, Lisa Leslie, Lauren Jackson e A’ja Wilson con tre titoli vinti. Elena Delle Donne e Breanna Stewart sono le uniche giocatrici ad aver vinto il premio con due squadre diverse.

## Vincitrici

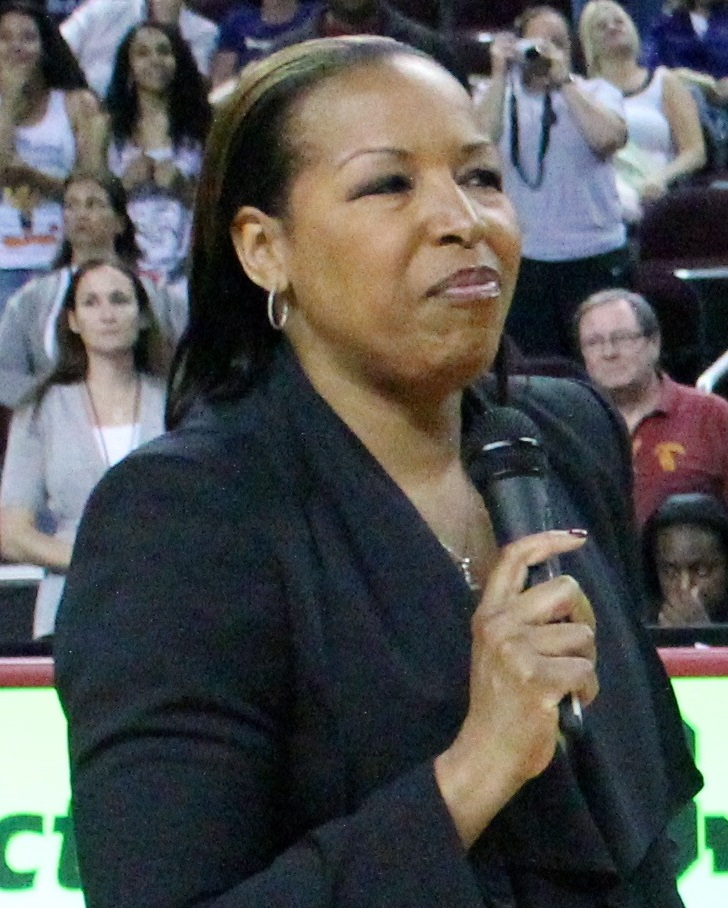
Cynthia Cooper, 2 volte MPV e 4 volte vincitrice del titolo WNBA con gli Houston Comets.

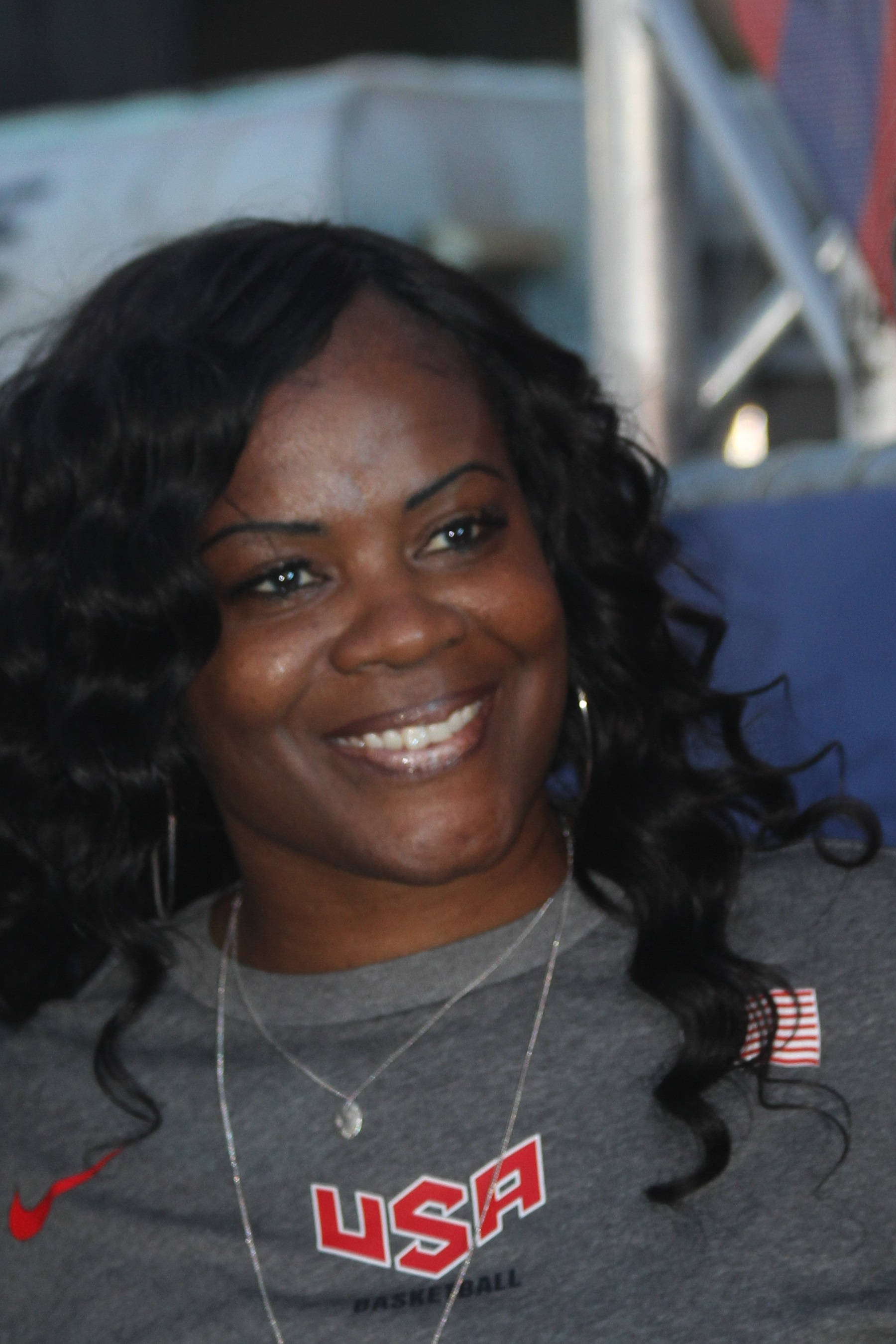
Sheryl Swoopes, 2 volte MPV e 4 volte vincitrice del titolo WNBA con gli Houston Comets.

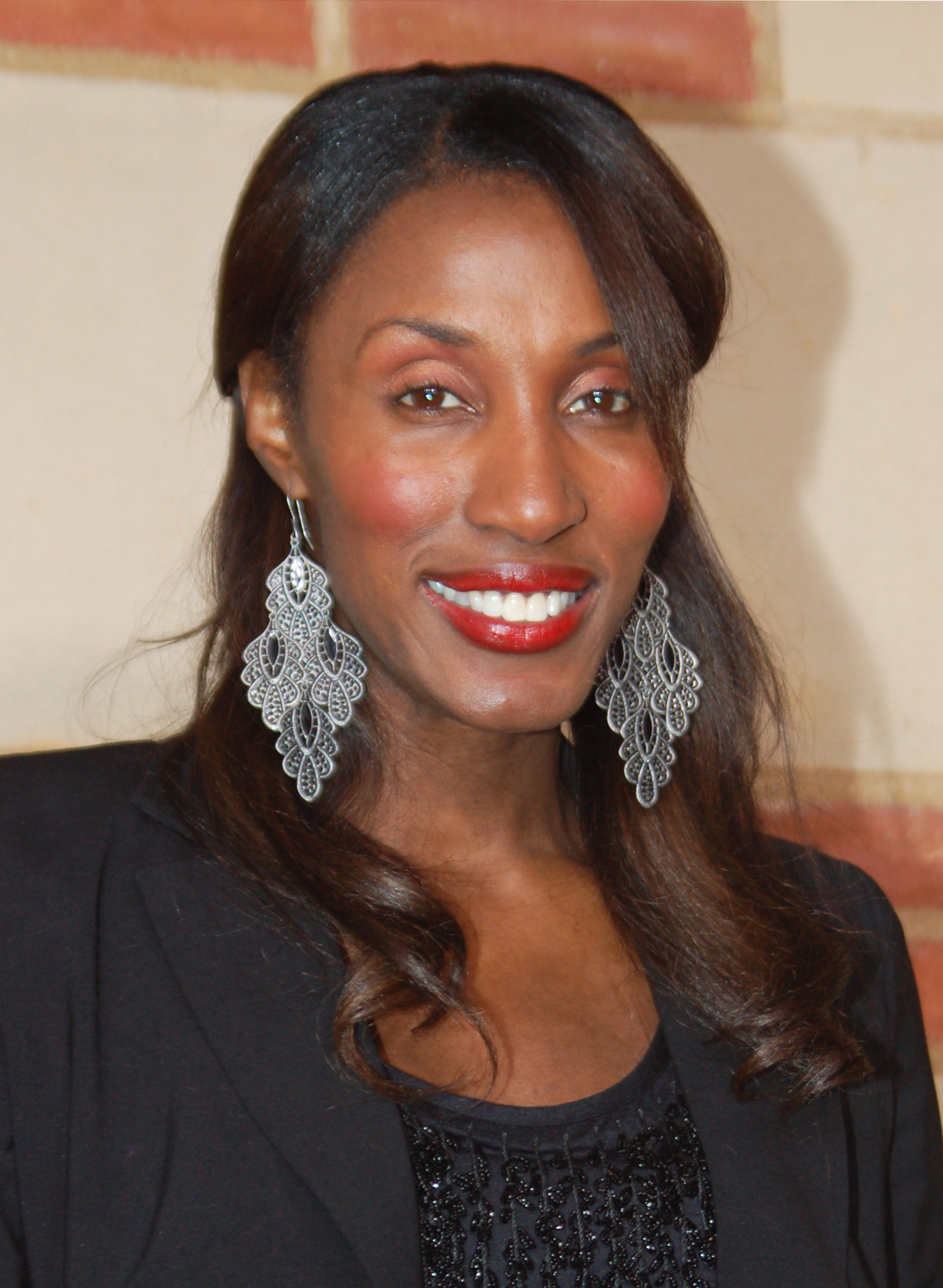
Lisa Leslie, 3 volte MPV e 2 volte vincitrice del titolo WNBA con i Los Angeles Sparks.

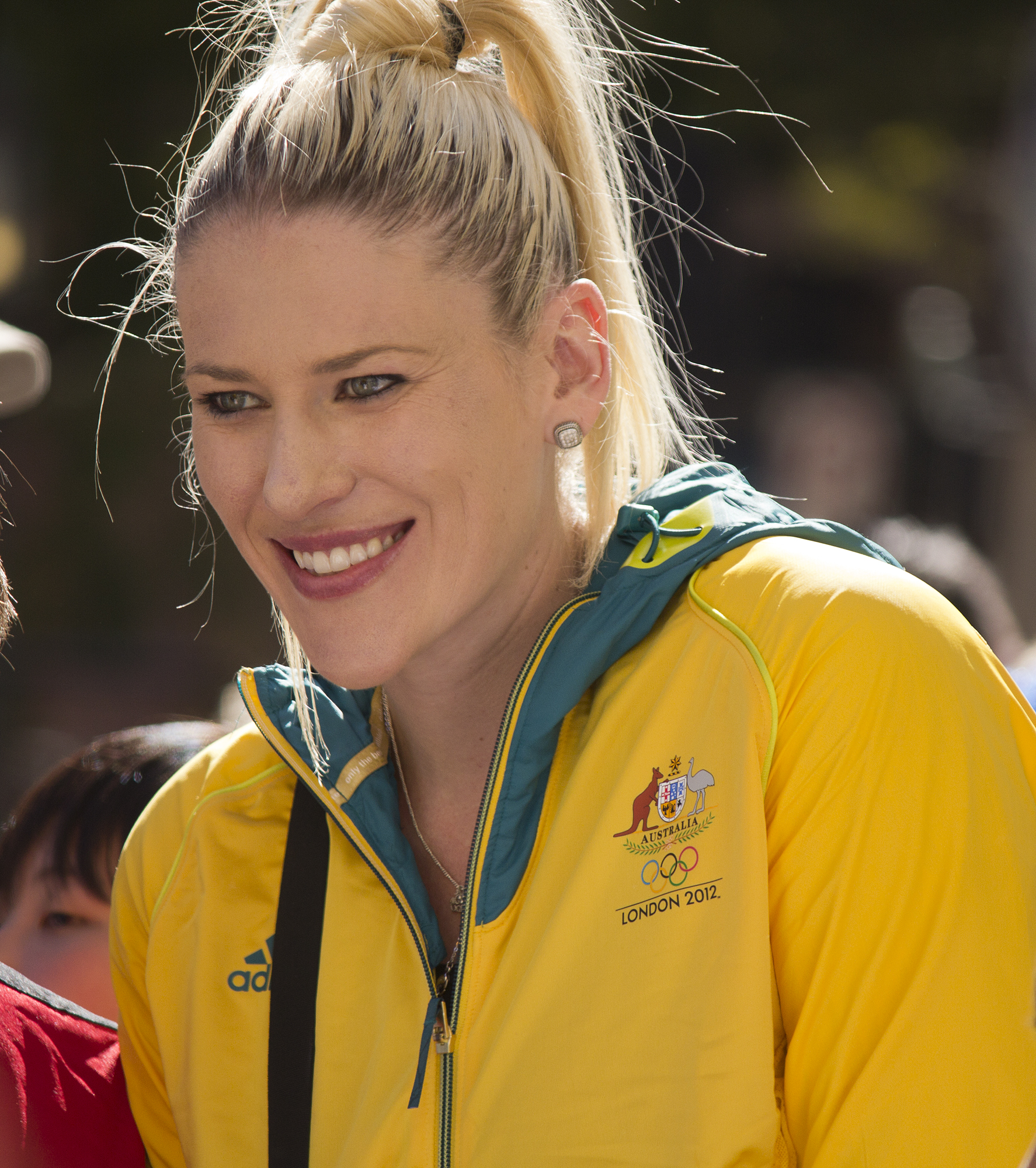
L'australiana Lauren Jackson, 3 volte MVP e 2 volte vincitrice del titolo WNBA con i Seattle Storm.

|  | Eletto nella Basketball Hall of Fame |

| Stagione | Nazionalità                  | Giocatore             | Squadra          |
| -------- | ---------------------------- | --------------------- | ---------------- |
| 1997     | Stati Uniti                  | Cynthia Cooper        | Houston Comets   |
| 1998     | Stati Uniti                  | Cynthia Cooper (2)    | Houston Comets   |
| 1999     | Stati Uniti                  | Yolanda Griffith      | Sacramento Mon.s |
| 2000     | Stati Uniti                  | Sheryl Swoopes        | Houston Comets   |
| 2001     | Stati Uniti                  | Lisa Leslie           | L.A. Sparks      |
| 2002     | Stati Uniti                  | Sheryl Swoopes (2)    | Houston Comets   |
| 2003     | Australia                    | Lauren Jackson        | Seattle Storm    |
| 2004     | Stati Uniti                  | Lisa Leslie (2)       | L.A. Sparks      |
| 2005     | Stati Uniti                  | Sheryl Swoopes (3)    | Houston Comets   |
| 2006     | Stati Uniti                  | Lisa Leslie (3)       | L.A. Sparks      |
| 2007     | Australia                    | Lauren Jackson (2)    | Seattle Storm    |
| 2008     | Stati Uniti                  | Candace Parker        | L.A. Sparks      |
| 2009     | Stati Uniti                  | Diana Taurasi         | Phoenix Mercury  |
| 2010     | Australia                    | Lauren Jackson (3)    | Seattle Storm    |
| 2011     | Stati Uniti                  | Tamika Catchings      | Indiana Fever    |
| 2012     | Stati Uniti                  | Tina Charles          | Connecticut Sun  |
| 2013     | Stati Uniti                  | Candace Parker (2)    | L.A. Sparks      |
| 2014     | Stati Uniti                  | Maya Moore            | Minnesota Lynx   |
| 2015     | Stati Uniti                  | Elena Delle Donne     | Chicago Sky      |
| 2016     | Stati Uniti                  | Nneka Ogwumike        | L.A. Sparks      |
| 2017     | Stati Uniti                  | Sylvia Fowles         | Minnesota Lynx   |
| 2018     | Stati Uniti                  | Breanna Stewart       | Seattle Storm    |
| 2019     | Stati Uniti                  | Elena Delle Donne (2) | Wash. Mystics    |
| 2020     | Stati Uniti                  | A'ja Wilson           | Las Vegas Aces   |
| 2021     | Bahamas Bosnia ed Erzegovina | Jonquel Jones         | Connecticut Sun  |
| 2022     | Stati Uniti                  | A'ja Wilson (2)       | Las Vegas Aces   |
| 2023     | Stati Uniti                  | Breanna Stewart (2)   | N.Y. Liberty     |
| 2024     | Stati Uniti                  | A'ja Wilson (3)       | Las Vegas Aces   |

## Plurivincitrici del premio MVP
| Vinti | Giocatrice                        |
| ----- | --------------------------------- |
| 3     | Sheryl Swoopes (2000, 2002, 2005) |
| 3     | Lisa Leslie (2001, 2004, 2006)    |
| 3     | Lauren Jackson (2003, 2007, 2010) |
| 3     | A'ja Wilson (2020, 2022, 2024)    |
| 2     | Cynthia Cooper (1997, 1998)       |
| 2     | Candace Parker (2008, 2013)       |
| 2     | Elena Delle Donne (2015, 2019)    |
| 2     | Breanna Stewart (2018, 2023)      |

## Squadre Vincitrici
| Vinti | Squadra          | Anni                               |
| ----- | ---------------- | ---------------------------------- |
| 6     | L.A. Sparks      | 2001, 2004, 2006, 2008, 2013, 2016 |
| 5     | Houston Comets   | 1997, 1998, 2000, 2002, 2005       |
| 4     | Seattle Storm    | 2003, 2007, 2010, 2018             |
| 3     | Las Vegas Aces   | 2020, 2022, 2024                   |
| 2     | Connecticut Sun  | 2012, 2021                         |
| 2     | Minnesota Lynx   | 2014, 2017                         |
| 1     | Sacramento Mon.s | 1999                               |
| 1     | Phoenix Mercury  | 2009                               |
| 1     | Indiana Fever    | 2011                               |
| 1     | Chicago Sky      | 2015                               |
| 1     | Wash. Mystics    | 2019                               |
| 1     | N.Y. Liberty     | 2023                               |